# STEM-fag
STEM-fagene er uddannelses- og skolefagene Science, Technology, Engineering, Mathematics – naturvidenskabsfagene.
Til STEM-fagene hører folkeskolefagene biologi, geografi. fysik/kemi, natur og teknologi og matematik foruden edb/IT (informationsteknologi).
Danmarks Fysik- og Kemilærerforenings (nu: Danmarks Naturfagslærerforening) medlemstidsskrift »fysik-kemi« skiftede i 2022 navn til STEM.

## Andre betegnelser på STEM
- MINT = Mathematik, Informatik, Naturwissenschaften und Technik (tysk)[5]
- CTIM = Ciencia,Tecnología, Ingeniería y Matemáticas (spansk)[6]
- ETMM = Επιστήμη, Τεχνολογία, Μηχανική και Μαθηματικά (Epistéme, Technología, Mechaniké kai Mathematiká) (græsk)[7]